# Relations entre les Maldives et l'Union européenne
Les relations entre les Maldives et l’Union européenne remontent à 1983 lorsque le chef de la délégation de l’Union au Sri Lanka fut accrédité aux Maldives. 

## Sources

## Compléments